# عزلة بني عكاب (حجة)

تعديل مصدري - تعديل

عزلة بني عكاب هي إحدى عزل مديرية مبين في محافظة حجة اليمنية ويبلغ تعداد سكانها 8695 نسمة حسب التعداد السكاني في اليمن لعام 2004.

## روابط خارجية
- الجهاز المركزي للإحصاء بالجمهورية اليمنية
- المركز الوطني للمعلومات باليمن
- World Gazetteer:Yemen
- الدليل الشامل